# 埃施利孔

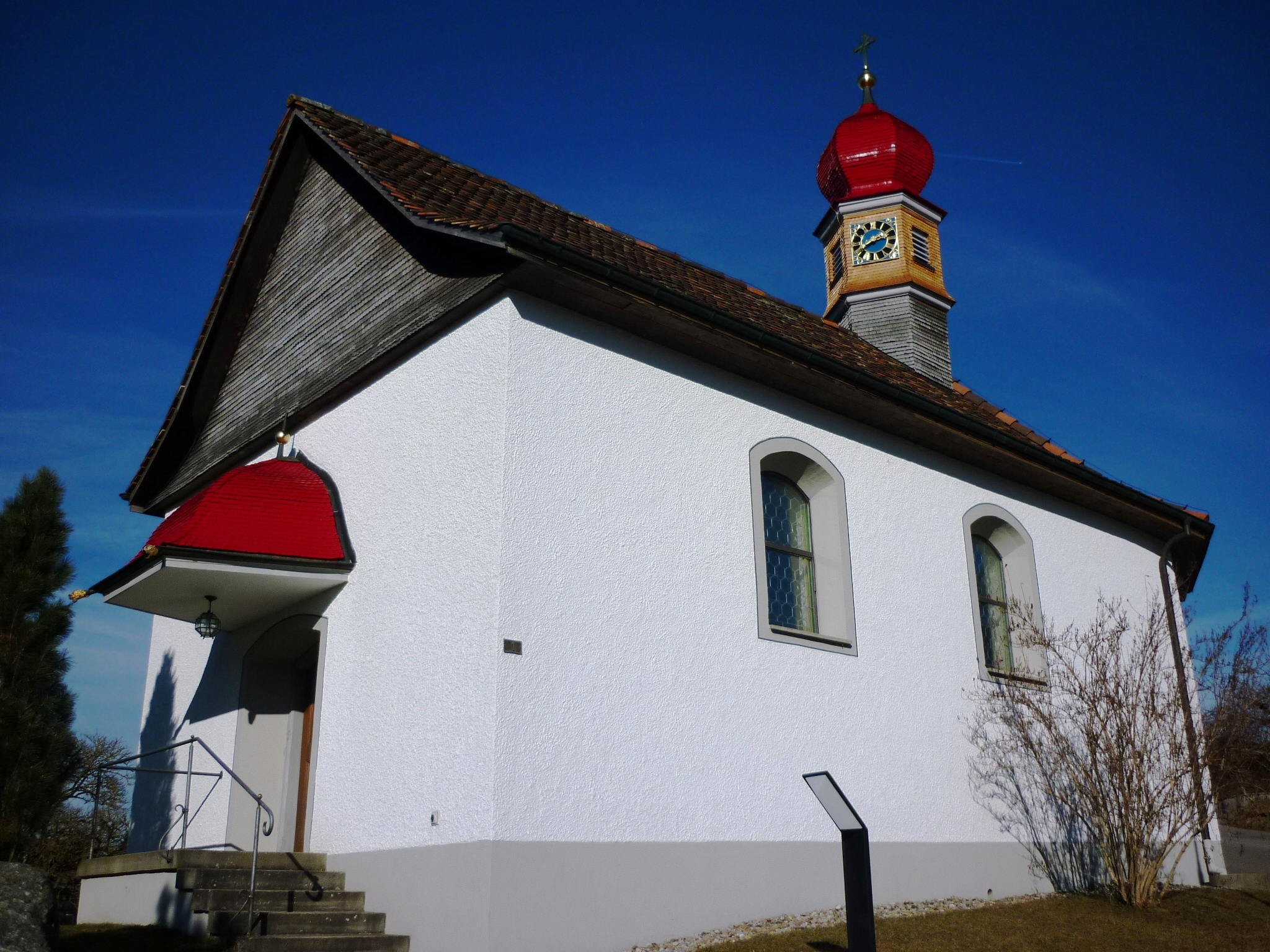

埃施利孔是瑞士的城鎮，位於該國東北部，由圖爾高州負責管轄，面積6.21平方公里，海拔高度570米，2012年人口4,059，四成人口信奉基督教，人口密度每平方公里654人。